# William Joynson-Hicks, 1:e viscount Brentford

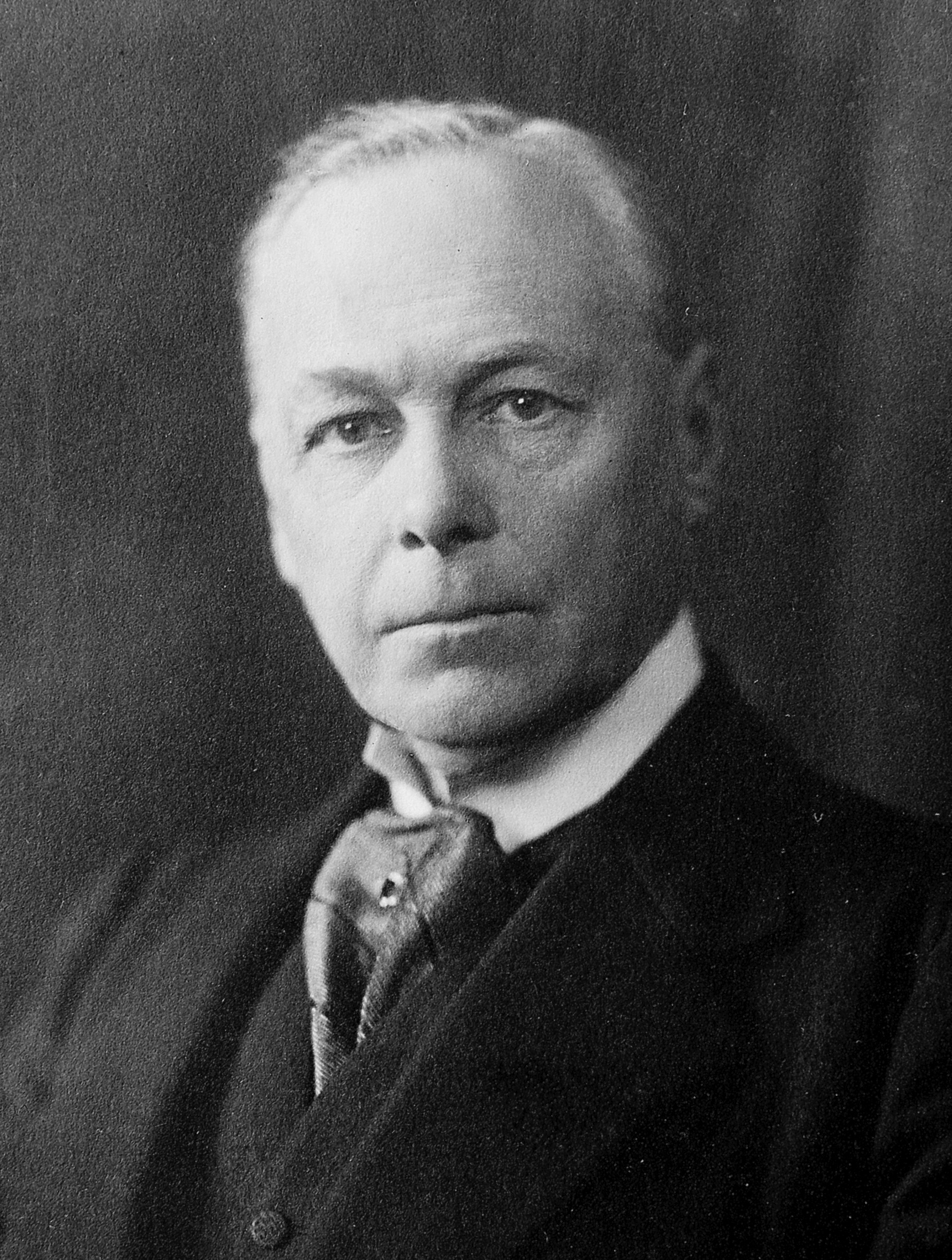
William Joynson-Hicks, 1923.

William Joynson-Hicks, 1:e viscount Brentford, 1:e Baronet, född 23 juni 1865, död 8 juni 1932, var en brittisk politiker.
Joynson-Hicks, som ursprungligen var advokat, blev 1908 konservativ medlem av underhuset och tillhörde 1923-1924 Stanley Baldwins regering som hälsovårdsminister, 1924-1929 som inrikesminister. Han är främst känd för sitt motstånd mot den 1928 antagna Book of Common Prayer samt för sitt ingripande mot av honom som osedlig betraktad nyare skönlitteratur, bland annat Radclyffe Hall.
Joynson-Hicks erhöll 1919 baronetvärdighet, och 1929 pärsvärdighet som viscount Brentford, 